# Lamotte-du-Rhône
Lamotte-du-Rhône ist eine französische Gemeinde mit 397 Einwohnern (Stand 1. Januar 2022) im Département Vaucluse und in der Region Provence-Alpes-Côte d’Azur. Sie gehört zum Arrondissement Carpentras und zum Kanton Bollène.

## Bevölkerungsentwicklung
- 1962: 353
- 1968: 397
- 1975: 385
- 1982: 372
- 1990: 358
- 1999: 416
- 2008: 401
- 2017: 398

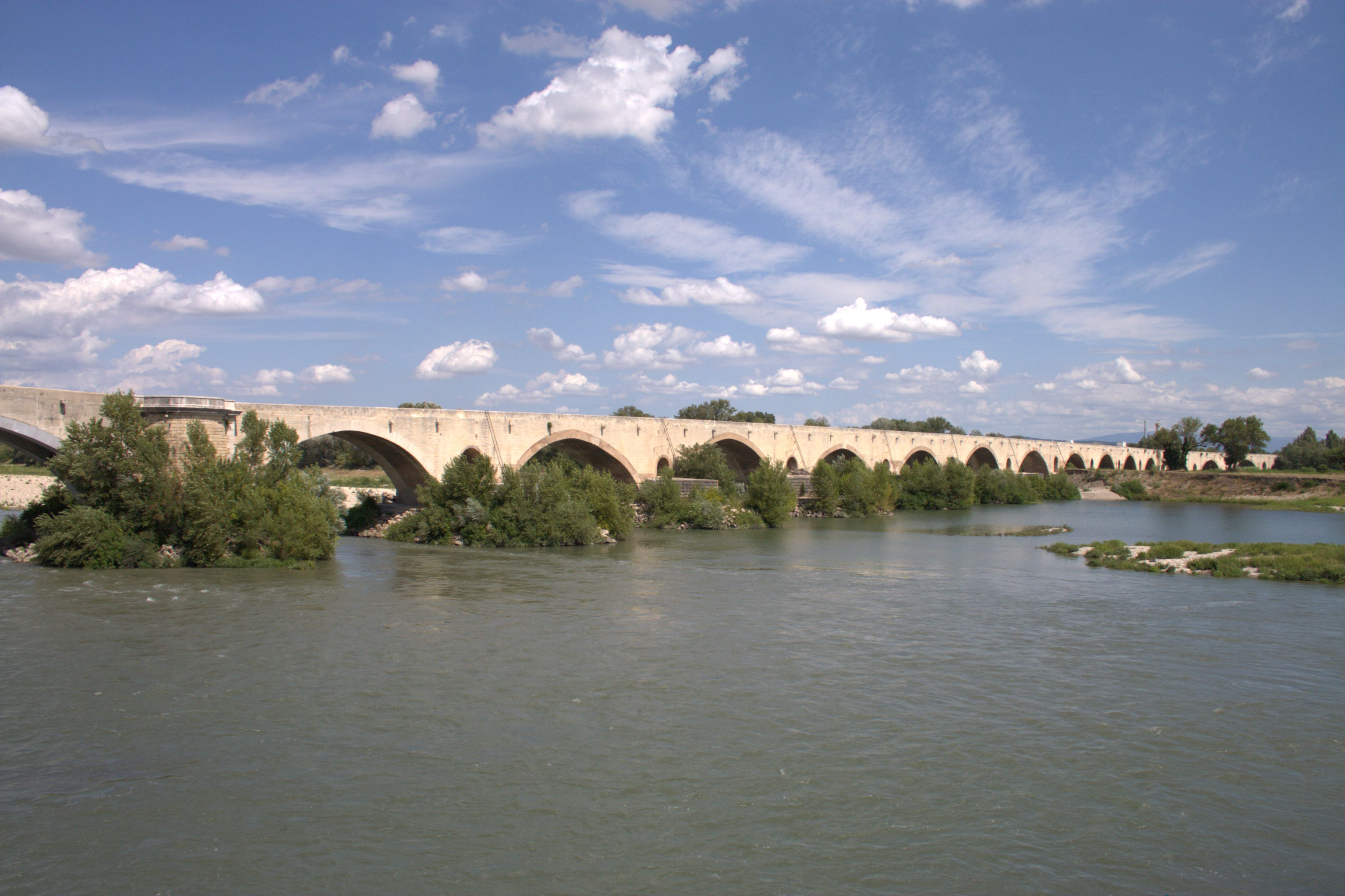
Pont Saint-Esprit (1265–1309 erbaut)
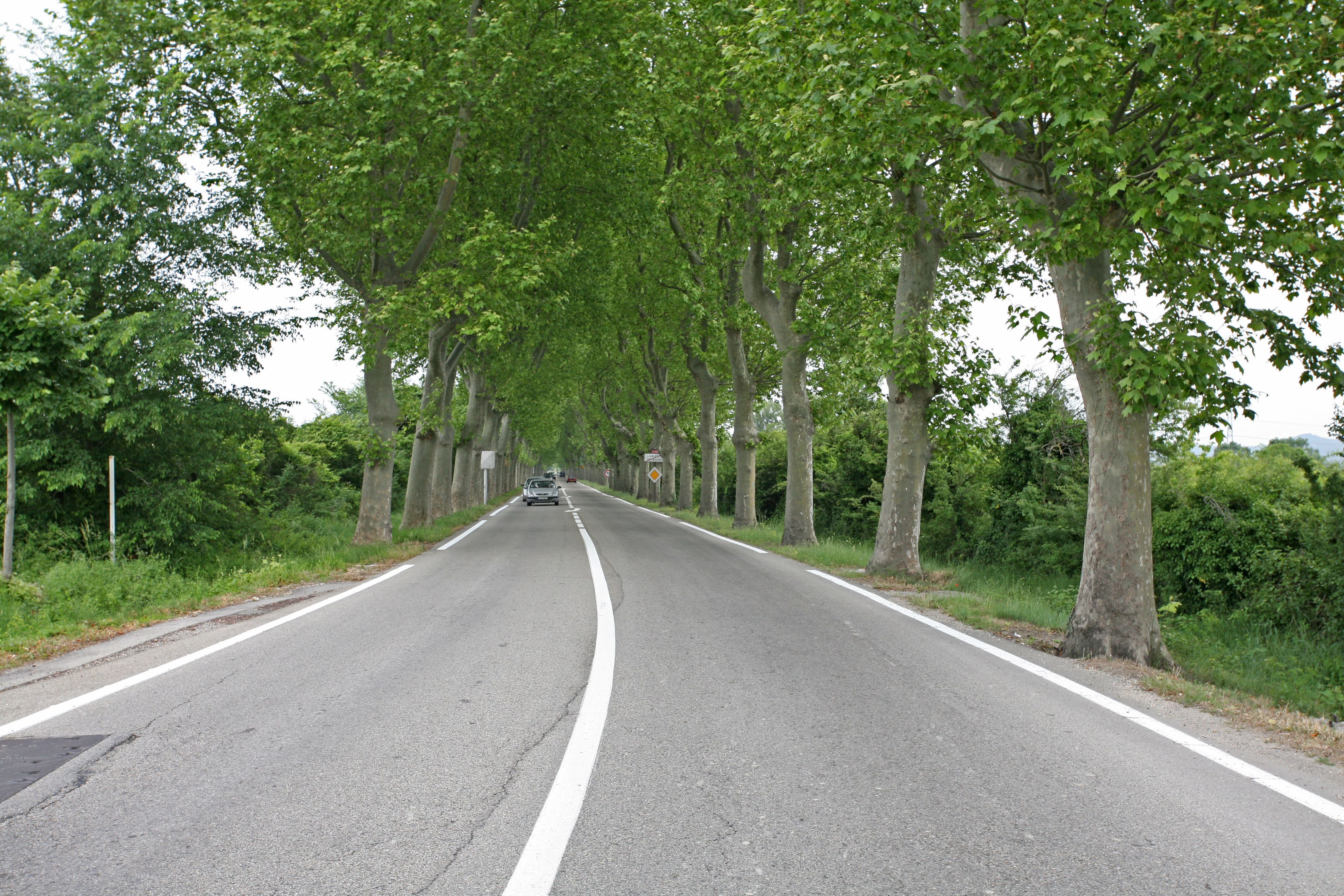
Die Route nationale 86 bei Lamotte-du-Rhône